# Dynastart

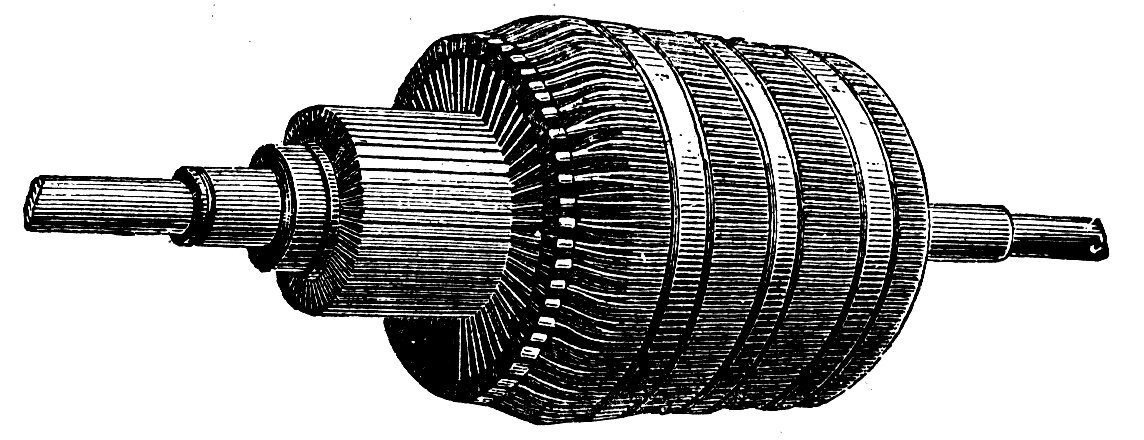
Rotor de una Dinamo parecida al de un Dynastart

El Dynastart es un dispositivo eléctrico «bi-género» ya que es motor de arranque y dinamo a la vez (usando el principio físico de reciprocidad). Fue utilizado en muchos coches, motocicletas y pequeños barcos a partir de la década de 1950, durante más de 30 años, de hecho en los años 1980, el motor Mini Solé Diésel (entre otros) se vendía también con Dynastar instalado de fábrica. Tenía una característica muy notable puesto que montado sobre un motor de dos tiempos proporcionaba un método eléctrico para invertir el sentido de giro del motor, proporcionando una técnica para invertir el sentido de marcha de un vehículo sin tener ningún engranaje de marcha atrás en la caja de cambios, bastaba con invertir la polaridad aplicada al Dynastart y este giraba al revés, arrancando el motor de dos tiempos también en sentido inverso.

## SIBA Elektrik G.m.b.H
La primera empresa fabricante del Dynastart fue la SIBA Elektrik G.m.b.H una empresa alemana fabricante de elementos eléctricos para la automoción. La empresa británica SIBA Electric Ltd  fue fundada en 1954, al principio para importar unidades de Dynastart y distribuirlas en el Reino Unido, para acabar fabricándolas en UK en 1957. Finalmente la empresa alemana fue vendida a Robert Bosch GmbH en 1957, al tiempo que la empresa británica era absorbida por Lucas el mismo año.